# París-Tours 1948
La París-Tours 1948 fue la 42ª edición de la clásica París-Tours. Se disputó el 25 de abril de 1948 y el vencedor final fue el francés Louis Caput, que se impuso a sus seis compañeros de fuga.  

## Clasificación general[3]
|    | Ciclista        | Equipo        | Tiempo     |
| -- | --------------- | ------------- | ---------- |
| 1  | Louis Caput     | -             | 5h 49' 27" |
| 2  | Robert Mignat   | -             | m.t.       |
| 3  | Emile Idée      | -             | m.t.       |
| 4  | Jean Lauk       | -             | m.t.       |
| 5  | Fermo Camellini | -             | m.t.       |
| 6  | André Mahé      | -             | m.t.       |
| 7  | Briek Schotte   | Alcyon-Dunlop | a 2'27"    |
| 8  | Adolfo Leoni    | Lagnano       | m.t.       |
| 9  | Albert Ramon    | -             | m.t.       |
| 10 | Lucien Lauk     | -             | m.t.       |